# Zilhad Ključanin
Zilhad Ključanin (Trnova, 5. ožujka 1960. - Sarajevo, 6. lipnja 2016.), bosanskohercegovački književnik bošnjačke nacionalnosti. 

## Životopis
Zilhad Ključanin je rođen u Trnovi kod Sanskog Mosta. U Sarajevu diplomirao filozofiju i sociologiju na Filozofskom fakultetu. U Zagrebu na Filozofskom fakultetu magistrirao iz književno-teorijske znanosti. Doktorirao u Sarajevu na Filozofskom fakultetu u Sarajevu. Predavao na sarajevskom Sveučilištu do 2008. godine. Pisao je pjesme, prozu, književnu kritiku, drame, scenarije, eseje i novinske tekstove. Jedan od najvažnijih suvremenih bosanskohercegovačkih pisaca. Djela su mu prevedena na bugarski, engleski, francuski, makedonski, njemački, slovenski, španjolski i turski jezik.

## Djela

### Historija
- "Zločin je zaboraviti zločin - Sanski Most u ratu 1992-1995" (Sanski Most, 1998.)

### Poezija
- Sehara (Sarajevo, 1985.)
- Mlade pjesme (Sarajevo, 1987.)
- San urednog čovjeka (Sarajevo, 1989.)
- Pjesme nevinosti (Sarajevo, 1994.)
- Kad puknu pupoljci (Wuppertal/Tuzla 2000.)
- Nikad nisam bio u Bosni (Sarajevo 2000.)
- Godina dana poezije (Zenica 2010.)
- Vikendica (Sarajevo 2010.)
- Smrt ima dijamantnu pesnicu i udara me njom u potiljak (Sarajevo 2010.)
- Kultur Schok (Sarajevo 2013.)
- Lažne trudnice (Sarajevo 2014.)

### Proza
- Šehid (Zenica, 1994.)
- Da, ja prezirem Srbe" (Zenica, 1994.)
- Šehid (Sarajevo 1998.)
- Čuješ li što niko ne čuje (Sarajevo, 2001.)
- Četiri zlatne ptice (Zenica, 2002.)
- Koliko je srce u mrava (Zenica, 2003.)
- Sarajevska hagada i druge priče (Sarajevo, 2006.)
- Ti si moja P. (Sarajevo, 2007.)
- Male priče od životne važnosti (Sarajevo, 2009.)
- Švedsko srce moje majke (Zenica, 2009.)
- Dom Aurore Borealis (Sarajevo, 2010.)
- Galebovi (Sarajevo, 2011.)
- Spas (Sarajevo, 2012.)
- Čarobnjak vode (Sarajevo, 2012.)
- Šeherezadina djeca (Sarajevo, 2014.)

### Drama
- Šehid (Tešanj, 1999.)
- Muholovac (Sarajevo, 2008.)
- Švedsko srce moje majke (Sarajevo, 2010.)
- Krtice (Sarajevo 2012.)

### Esej
- Lice svjetlosti (Sarajevo, 2004.)

## Nagrade
- Nagrada Mak Dizdar
- Nagrada Književne omladine Bosne i Hercegovine za najbolju knjigu pisaca do 30 godina
- Plaketa Unsko-sanskog kantona
- Nagrada Bosanska riječ za roman godine
- Nagrada Društva pisaca Bosne i Hercegovine
- Nagrada Zija Dizdarević
- Nagrada Alija Isaković
- Nagrada Skender Kulenović
- Nagrada BH Radija 1 i
- Nagrada Fondacije za izdavaštvo

## Vanjske poveznice
- Booksa Kritika 177: Zilhad Ključanin